# 萌え本
萌え本（もえぼん、もえほん）は、事典や解説書などの従来は「堅い」イメージで捉えられがちであったジャンルの書籍に、萌え絵をアクセントとして掲載した本のこと。後述の通り昨今ではそうした定義に当てはまらないタイプの萌え本も登場している。

## 概要
法律書・技術書・英単語集・軍事解説書など多種多様なジャンルのタイトルが刊行されている。現在のところ、出版物のジャンルとしての確立が途上段階にあるため、書店における配置は一定しておらず、店によって漫画やコンピュータゲーム攻略本・サブカルチャー関連書とまちまちであるが、プログラミング技術書から萌え本に参入した出版社が多いためか、コンピュータを題材にしていないものであっても、家電量販店の書籍売り場で売られているケースが多い。

## 萌え本の歴史
出版市場において最初に「萌え本」と認識されたタイトルは2002年9月に毎日コミュニケーションズより出版された『コンピュータユーザのための著作権&法律ガイド』であるとされている。本書は発売前から著者（プロジェクトタイムマシン）によって「萌える法律読本」の別名を与えられており、インターネット上では避けて通れない話題である著作権を始め不正アクセス行為の禁止等に関する法律（不正アクセス禁止法）や児童買春・児童ポルノ禁止法に関する話題を取り上げたテーマチョイスの絶妙さも手伝ってAmazon.co.jpを中心にかなり好調なセールスを記録した。本書に登場する櫟流依（いちい るい）・流水（るみ）姉妹は翌2003年3月刊行の『萌え萌えうにっくす! UNIXネットワーク管理ガイド』にも登場。この、法律書の次に技術書と言う意表を突いた展開により「萌え本」のスタンダードがほぼ確立されるに至った。
2003年11月に刊行された『萌える英単語 〜もえたん〜』（三才ブックス）はさらにストレートな内容であり、設定上は高校3年生ながらも幼女にしか見えない主人公・虹原いんく（にじはら - ）のビジュアルを全面に押し出した。それだけに留まらず、英単語の例文に漫画・アニメ・ゲームの台詞やシチュエーションをふんだんに盛り込んだ“濃い”内容が幅広い支持を受けるに至り、20万部を突破。携帯アプリ進出やキャラクター商品発売、さらにはテレビアニメ化と大規模なメディアミックス展開に結び付く成功を記録した。
これ以後も、秀和システム（主にプログラミング技術書）やイーグルパブリシング（主に実用書・Web作成技術書）などの出版社から様々な萌え本がリリースされているが、昨今では2006年2月発売の『もえけん 〜萌える都道府県〜』（エンターブレイン）のように新しい「萌え」の対象を提示するタイプの萌え本が登場。さらに「ハイパー美少女系ミリタリーマガジン」を銘打った雑誌『MC☆あくしず』（イカロス出版）が発刊するなどの新しい動きも見られる。また、中経出版は表紙イラストに著名な漫画家・イラストレーターを起用した学習参考書を多数発行し、2010年10月には漫画『らき☆すた』とコラボレーションし、表紙だけでなく本文のイラストも『らき☆すた』のキャラクターを用いた『『らき☆すた』と学ぶ 化学［理論編］が面白いほどわかる本』を発行、発売直後に増刷される話題作となった。
『もえたん』やイーグルパブリシング、メディア・テック出版が刊行した萌え本の一部は台湾・銘顕文化事業により繁体字中文版が翻訳出版されており、2008年には同社オリジナルの萌え本『最萌的 中華大仙寶典』が刊行された。同書は同年12月にローカスより『萌図で不思議とわかる中華仙人全書』（ISBN 9784898149805）の表題で日本語版が出版されている。

## 主な萌え本

### レーベル
- 萌え萌えシリーズ（イーグルパブリシング）
- 萌えよ! シリーズ（萌えよ!戦車学校他 イカロス出版）
- 萌える大百科（メディア・テック出版） - 倒産に伴い刊行停止
- 萌えさいくろぺでぃあ（アットプレス）
- 萌えわかり! シリーズ（モエールパブリッシング出版）
- 萌えて覚えるシリーズ（PHP研究所）[3]
- 萌え大全（秀和システム） - 「萌える大百科」の後継レーベル

### その他の萌え本
- 秀和システム
  - ぽえりな（Linux萌え萌え大作戦）
  - 魔法のトンネル SoftEther（ランディス）
  - 解析魔法少女美咲ちゃん マジカル・オープン!（やねう解析チーム）
- JTBパブリッシング
  - もえるるぶ
  - 株でいこう! お兄ちゃん ネットトレーディングしよっ（株でいこう! 製作委員会、画：吉井ダン）
- カンゼン
  - 萌えて学べる!! 思想コレクション ○○主義、○○イズムを擬人化!（吉岡友治）
- コアマガジン
  - 萌えるダイエット Go! Go! moe diet!（画：みさくらなんこつ・みついまな・鮭 他）
- エンターブレイン
  - もえけん 〜萌える都道府県〜（マニュスクリプト）
  - ツングリ! -本当はツンデレなグリム童話-（文芸：出海まこと、画：柏餅よもぎ 他）
- 英知出版
  - ラブ・ヨガ 萌える『ヨガ教則本』!!
- ローカス
  - 秘密商会しすあど!（技術執筆：しすあど!製作会、ストーリー・設定：やしろたかし、画：高苗京鈴）
- 毎日コミュニケーションズ
  - CPUの創りかた （渡波郁）
- PHP研究所
  - ねこ耳少女の量子論 萌える最新物理学[4][5]
  - ねこ耳少女の相対性理論と超ひも理論